# Distretto di Qalay-I-Zal
Il distretto di Qalay-I-Zal è un distretto dell'Afghanistan appartenente alla provincia di Konduz. Viene stimata una popolazione di circa 120.000 abitanti.